# Haiterbach
Haiterbach est une ville de Bade-Wurtemberg (Allemagne), située dans l'arrondissement de Calw, dans l'aire urbaine Nordschwarzwald, dans le district de Karlsruhe.